# Verena Carl
Janna Verena Carl, verh. Hagedorn (* 5. Dezember 1969 in Freiburg im Breisgau) ist eine deutsche Journalistin, Schriftstellerin und Sachbuchautorin.

## Leben
Verena Carl wuchs in Freiburg auf, lebte von 1990 bis 1999 in München und studierte dort. Nach dem Abschluss ihres Studiums folgte ein Volontariat beim Burda Verlag und bei der Deutschen Journalistenschule. Seit 1994 arbeitet sie als Journalistin, seit 2004 ausschließlich als freie Autorin u. a. für Brigitte, Merian und Eltern.
Neben Romanen veröffentlichte Verena Carl einige Kinderbücher und Kinderhörspiele sowie Sachbücher. Sie ist Mitgründerin des PEN Berlin.
Verena Carl lebt in Hamburg und ist mit dem Illustrator und Schriftsteller Dierk Hagedorn verheiratet.

## Werke (Auswahl)
- Herzklopfen im Cyberspace. Sachbuch, dtv 1999, ISBN 3-423-78148-3.
- Lady Liberty. Roman, dtv 2001, ISBN 3-423-20467-2.
- Eine Nacht zu viel. Roman, Marion von Schröder-Verlag 2003, ISBN 3-547-71037-5.
- Mein Freund, der Drache. Kinderbuch, Thienemann 2006, ISBN 3-522-17826-2.
- Max Klitzeklein. Kinderbuch, Thienemann 2008, ISBN 978-3-522-17945-4.
- Irgendwie, irgendwann. Roman, Eichborn 2008, ISBN 978-3-8218-5825-8.
- Der Himmel über New York. Roman, Planet Girl Verlag 2011, ISBN 978-3-522-50251-1.
- Wer reinkommt ist drin. Roman, Eichborn 2012, ISBN 978-3-8479-0008-5.
- mit Anne Otto: Ich bin bin dann mal bei mir. 12 Auszeiten für die Seele. Ein Selbstversuch. Sachbuch, Beltz 2021, ISBN 978-3-407-86663-9.
- mit Christiane Kolb: Queere Kinder: Eine Orientierungshilfe für Familien von LGBTQIA+ Kindern und Jugendlichen. Sachbuch, Beltz 2023, ISBN 978-3-407-86768-1.
- mit Kai Unzicker: Anders wird gut: Berichte aus der Zukunft des gesellschaftlichen Zusammenhalts. Sachbuch, Verlag Bertelsmann Stiftung 2023, ISBN 978-3-86793-983-6.

als Herausgeberin
- mit Tanja Dückers (Hrsg.): Stadt, Land, Krieg. Anthologie, Aufbau-Verlag, 2004, ISBN 3-7466-2045-7.

## Auszeichnungen
- Literaturförderpreis der Stadt Hamburg (2000 und 2007)
- Literaturförderpreis des Landes Baden-Württemberg (2000)
- 2. Platz beim Allegra-Kurzgeschichtenwettbewerb (2001)
- Stipendiatin beim Rheinsberger Autorinnenforum (2004)
- Stipendiatin beim Klagenfurter Literaturkurs (2004)